# Cyril Holuby
Cyril Holuby (5. července 1863 Zemianske Podhradie – 19. května 1919 Vysoké Tatry) byl slovenský buditel, inspektor luhačovických lázní a ředitel lázní v Tatranské Lomnici.

## Život

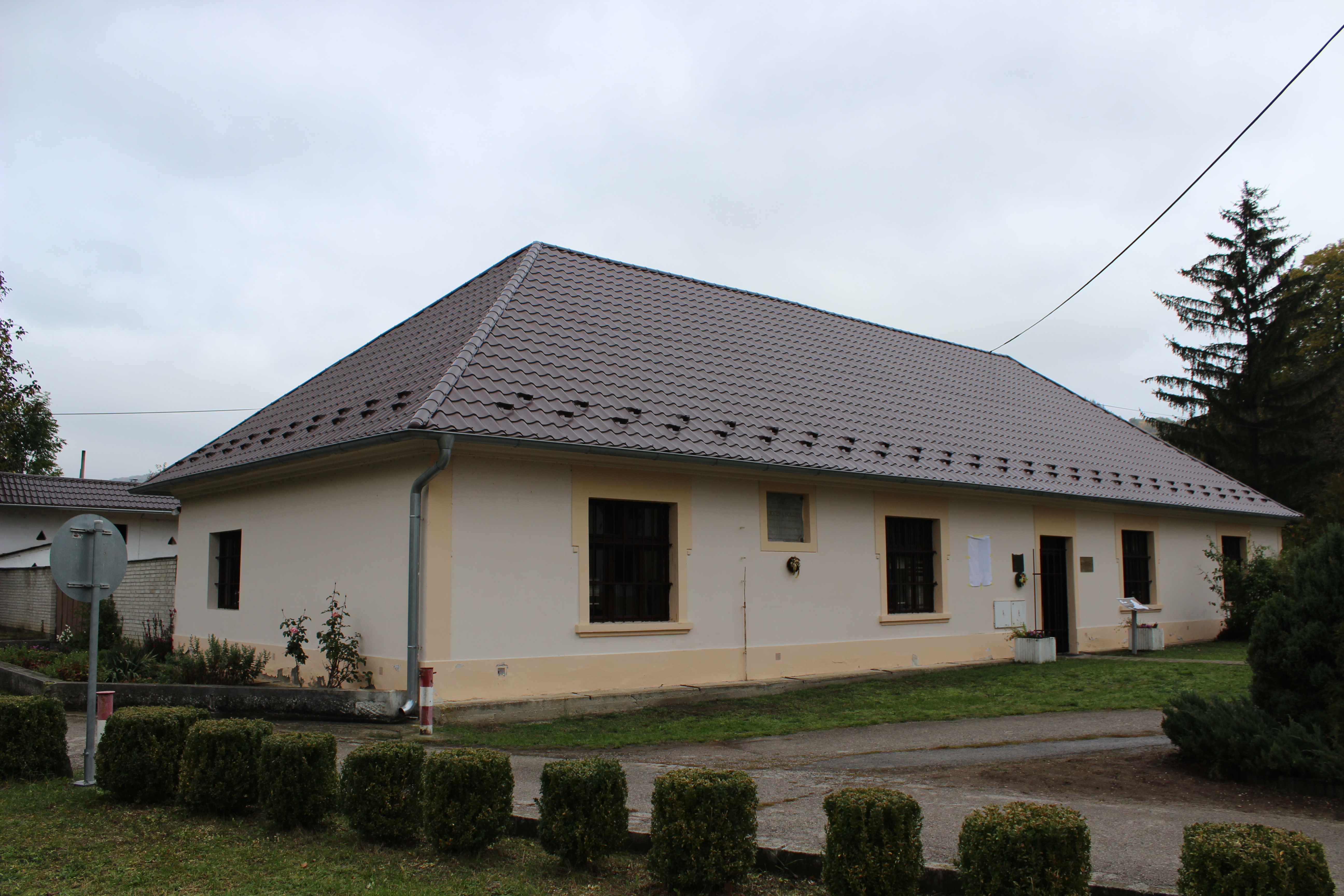
Rodný dům v Zemianském Podhradí

Holuby pocházel z rodiny protestantského faráře a botanika Jozefa Ľudovíta Holubyho. Narodil se v Zemianskem Podhradie, obci na česko-slovenském pomezí. Kvůli svému vlasteneckému cítění musel Cyril Holuby odejít studovat do Prahy, kde navštěvoval Lékařskou fakultu Univerzity Karlovy. Ještě před jejím dokončením odešel do Brna. Ve městě, s tehdy ještě silnou německou komunitou, se angažoval v přípravě pořadů a akcí pro české obyvatele. Činný byl například v Klubu přátel výtvarného umění. Při svém brněnském působení poznal doktora Františka Veselého, jenž budoval lázně v Luhačovicích. Veselý na radu svého bratrance, ředitele Vesny, Františka Mareše navázal při budování lázní spolupráci s Holubym.
Roku 1902 začalo Holubyho luhačovické působení. Pracoval zde jako správce lázní. Za to dostával měsíční plat 160 korun a byt. Bydlel v domku číslo 10, vybudovaném roku 1851. Objekt mu na své vlastní náklady přestavěl architekt Dušan Jurkovič. Podle plánů, na nichž pracoval během ledna 1902, přistavěl k přízemnímu zděnému domku roubené polopatro, které od původní stavby oddělil pásem z hrubých cihel. V přízemí se nacházel třípokojový byt s kuchyní, v patře pak čtyři hostinské pokoje. Stavba dostala jméno „Chaloupka“.
Postupně se Holuby vypracoval na inspektora lázní. Účastnil se i tamního společenského dění. Roku 1909 patřil mezi spoluzakladatele Sokola, působil v čele místní Českoslovanské jednoty, při kulturních pořadech recitoval básně a činný byl též v ochotnickém kroužku, který režisérsky vedl jeho zakladatel, luhačovický lékař Zikmund Janke. Vystoupil například v roli Karla IV. v dramatu Noc na Karlštejně od Jaroslava Vrchlického.
Během roku 1909 Veselý Luhačovice opustil a posléze se stal generálním ředitelem Československých lázní. Z této pozice vyzval Holubyho k pozvednutí lázeňství na Slovensku. Roku 1918 tak Holuby odešel z Luhačovic a stal se ředitelem lázní v Tatranské Lomnici. Zdejší práce byla náročná a Holubyho postihl nervový kolaps.
Zemřel na neznámém místě při cestě do Žiliny. Od 19. května 1919 byl nezvěstný. Není jasné, zda se stal obětí loupežného přepadení nebo zvolil dobrovolnou smrt. Jeho ostatky se nikdy nenašly a 31. prosince 1929 byl prohlášen za mrtvého.

## Vzpomínka

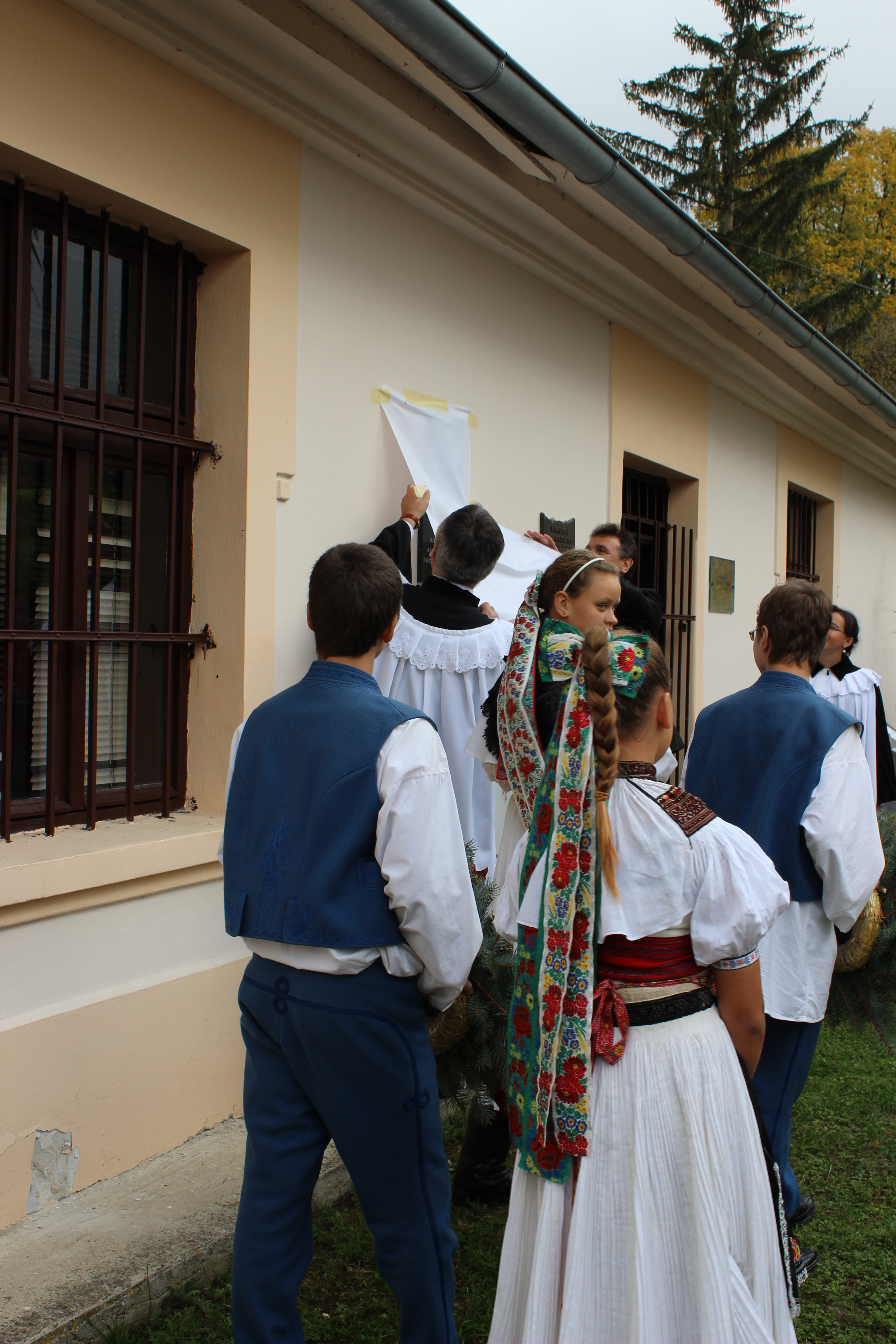
Odhalování pamětní desky na rodném domě

V neděli 13. října 2013 odhalili generální biskup Miloš Klátik spolu s poslancem Národní rady Slovenské republiky Dušanem Bublavým pamětní desku na Holubyho rodném domě.